# Jardín Botánico Berry
El Jardín Botánico Berry (en inglés : Berry Botanic Garden) es un  jardín botánico en el suroeste de Portland, Oregón, en los Estados Unidos. Además de sus grandes colecciones de plantas alpinas, rhododendron, prímulas, lirios, es conocido por su programa de conservación de plantas y por su gran banco de semillas que protege especies de plantas raras o en peligro de extinción del Noroeste del Pacífico. El banco de semillas, creado en 1983, era probablemente el primero en los EE. UU. que estaba dedicado enteramente a preservar las plantas nativas raras. El jardín botánico Berry está abierto a las visitas públicas, pero se requiere una reserva con antelación. 
El jardín fue creado en los años 30 por el residente de Portland Rae Selling Berry, fue comprado después de su muerte en 1976 por « The Friends of Berry Botanic Garden » (Los amigos del jardín botánico Berry), una organización sin ánimo de lucro. Administrado por los amigos del botánico, la finca Berry tiene un área de 6.5 acres (26,000 m²), y contiene la rocalla abierta al público más grande de la Costa Oeste de los Estados Unidos.
En enero de 2010, los amigos del botánico anunciaron planes para vender la finca y el cierre del jardín debido a problemas de financiación. Hasta que la finca se venda, lo cual puede tomar hasta un año, hay planes del grupo para transferir su programa de conservación y el banco de semillas al programa de ciencia medioambiental administrado por la Universidad del Estado de Portland.

## Historia
El jardín comenzó en los años 30 como la colección personal de Rae Selling Berry (1881-1976), la cual obtuvo las semillas de exploradores de plantas tales como Frank Kingdon-Ward, Francis Ludlow, George Sherriff, y Joseph Rock. Ella misma también recogió plantas alpinas de las montañas de los Estados Unidos occidentales, Columbia Británica, y Alaska. En 1938 estableció el jardín en el sitio actual, y el jardín se convirtió en un jardín público, así como organización sin ánimo de lucro en 1978. She had a two-story Bungalow style home built at the location in 1939, which was designed by Reuben T. Sinex.
Berry, la hija de Ben Selling y Mathilda Hess, creció en Portland y se casó con Alfred Berry, contratista que se convirtió en el superintendente Aeropuerto Internacional de Portland. Durante más que 30 años, la pareja y sus tres hijos vivieron en el noreste de Portland en el barrio de "Irvington", en donde la señora Berry desarrolló un interés por las plantas. Leyendo sobre expediciones de búsqueda de plantas en Europa y en Asia, comenzó a proporcionar la ayuda financiera para las expediciones y con ellas para obtener semillas. A mediados de los años treinta, la señora Berry había buscado un nuevo emplazamiento para sus plantas fuera de Irvington, y la pareja se trasladó a "un sitio en forma de cuenco cerca de la cima de una colina". La propiedad, estaba justo al norte del Lago Oswego, e incluía manantiales y arroyos, un barranco, un prado, y un pantano con carrizos, y cubierto en parte con abeto de Douglas.
Al desarrollar el jardín, la señora Berry se concentró en las "plantas excepcionales", particularmente en rhododendron, primulas, y alpinas. En 1964, el « Garden Club of America  » (club del jardín de América) le concedió la medalla « Florens de Bevoise Medal » por su conocimiento de las plantas. En 1965, la señora Berry ganó por parte de la « American Rhododendron Society » el primer galardón a la excelencia otorgado a una mujer, y fue honrada por su trabajo por la « American Rock Garden Society » (sociedad americana de la rocalla). La señora Berry continuó ampliando su colección más allá de la edad de 80 años, haciendo excursiones al campo en busca de la única prímula nativa de Oregón, Primula cusickiana. A la edad de 90 años, la señora Berry todavía plantaba las semillas en los jardines, y murió en su hogar a la edad de 96 años.
En 1978, dos años después de la muerte de la señora Berry, los amigos del jardín botánico de Berry, una corporación no lucrativa, compró la propiedad. Donaciones a una cantidad de $300.000 de fondos para hacer la compra en los que se incluían $10.000 procedentes del « Stanley Smith Horticultural Trust » en Escocia así como ayuda de las sociedades de plantas, « American Rhododendron Society » y de la rama de Oregon de The Nature Conservancy. Los amigos del botánico indicaron que la misión del jardín botánico era "para preservar, mantener, diseminar, estudiar y reunir el material vegetal apropiado para las colecciones"."
En 1983, el descubrimiento que 39 especies nativas en el jardín que eran raras o especies en peligro llevó a la creación del banco de semillas para las especies raras y en peligro del noroeste del Pacífico. Se cree que este fue el primer banco de semillas en los EE. UU. dedicado íntegramente en preservar plantas nativas de una determinada zona. El banco de semillas consiste en más de 14,000  accesiones (paquetes de semillas) de más de 300 plantas raras o en peligro del noroeste del Pacífico.
El jardín y la casa fueron añadidos al National Register of Historic Places en diciembre del  2002 como el Rae Selling Berry Garden and House. En enero del 2010, los propietarios los amigos del jardín botánico, citando problemas financieros, decidían vender el jardín pero preservando el programa de conservación con ayuda de la universidad de estado de Portland (PSU). Aunque los arreglos finales con la PSU deban esperar hasta que se venda el jardín, el plan es transferir los esfuerzos de conservación y el banco de semillas al programa de la ciencia medioambiental de la Universidad. Mientras tanto, el jardín sigue estando abierto al público (mediante previa reserva). Los amigos dicen que encontrar a un comprador puede tardar varios meses o quizás incluso años.

## Colecciones
El jardín ha continuado desarrollándose desde que se convirtió en una organización sin ánimo de lucro. Sus colecciones importantes incluyen las prímulas (comúnmente llamadas primaveras), muchas de las cuales están cultivadas a partir de las semillas de las expediciones asiáticas de recolecciones de plantas, incrementadas por el intercambio internacional de semillas. Las prímulas se encuentran principalmente en zonas montañosas del hemisferio norte. El jardín botánico Berry ha producido varias variedades suyas propias incluyendo "Snow Lady" y "Purple Spark".
Otra colección importante consiste en las plantas alpinas de alta montaña y plantas subalpino. Manteniendo los especímenes más delicados en un marco frío o lechos de troncos detrás de la casa, Berry amplió su colección con los intercambios con otros jardines, y sus propias expediciones de recolectores de plantas en Asia. La sección de los lechos de troncos del jardín llevó después del años 80 a una rocalla con una extensión de un  pantano alpino. La guía Insiders' Guide to Portland lo denomina como "the largest public rock garden on the West Coast".
Los Rhododendron componen una tercera colección importante. Muchas de las semillas, adquiridas de exploradores de plantas en Asia, comenzaron sus vidas en la propiedad de Irvington y fueron trasplantadas al jardín. La colección de Berry incluye más que 2,000 especímenes que representan a 160 especies. Las especies enanas crecen en la rocalla, y dos especies, Rhododendron decorum y Rhododendron calophytum, forman un bosque de más de 150 plantas maduras.
Las plantas nativas del noroeste del Pacífico abarcan una cuarta colección importante, que incluye cerca de 200 de las 5,000 plantas nativas en la región. Estas plantas se encuentran en todas las partes del jardín, especialmente a lo largo de un sendero de plantas nativas, en la rocalla, y en el humedal.
Los lirios componen una quinta colección importante comenzada en 1979, año en el que la junta directiva decidía proporcionar un santuario para muchas especies del género Lilium que se encuentran silvestres en el noroeste y a lo largo de la costa oeste. Los lirios se almacenan como semilla o se plantan en localizaciones convenientes en el jardín.